# 上杉房能
上杉房能（1474年－1507年9月13日）是日本戰國時代的守護大名。越後國守護。山內上杉家的一族越後上杉家出身。通稱九郎。父親是上杉房定。
元服的烏帽子親是守護代長尾能景，取得「能」字並改名為房能。

## 生平
在文明6年（1474年）出生。長兄定昌早死，次兄顯定成為山內上杉家的養子並擔任關東管領。明應3年（1494年），因為父親房定病死，於是成為越後守護。受到守護代長尾能景的補佐，但是以把越後上杉家變成戰國大名為目標，在明應7年（1498年）下令停止守護不入的特權等，企圖制約在地領主的特權，於是與能景等人對立。
仍以守護代身份盡忠的能景在永正3年（1506年）於越中國中與一向一揆戰鬥時戰死，能景的兒子長尾為景擁立房能的養子定實，公然向房能翻起反旗（有一說法是因為房能對在越中被包圍的能景見殺不救，因此遭為景怨恨）。翌年（1507年），據點被定實和為景的軍勢急襲，於是為了投靠顯定而逃向關東地方，但是在途中留在直峰城，受到為景軍追擊而逃往松之山，在8月7日於天水越自殺（永正之亂）。
在十日町市松之山天水越中有弔唁房能的管領塚。

## 外部連結
- 管領塚（かんりょうづか） - 十日町市観光協会